# Нулта хипотеза
У инференцијалној статистици, нулта хипотеза (често означена као H0) означава да су две могућности исте. Нулта хипотеза је уочена разлика само због случајности. Користећи статистичке тестове, могуће је израчунати вероватноћу да је нулта хипотеза тачна.

## Основне дефиниције
Нулта хипотеза и алтернативна хипотеза су врсте претпоставки које се користе у статистичким тестовима, а то су формалне методе доношења закључака или доношења одлука на основу података. Хипотезе су претпоставке о статистичком моделу популације, које се заснивају на узорку популације. Тестови су кључни елементи статистичког закључивања, који се у великој мери користе у интерпретацији научних експерименталних података, да би се одвојиле научне тврдње од статистичке буке.
"Изјава која се тестира у тесту статистичке значајности назива се нултом хипотезом. Тест значајности је дизајниран да процени снагу доказа у односу на нулту хипотезу. Обично је нулта хипотеза изјава 'без ефекта' или ' нема разлике'.“ Често се симболизује као H0.
Изјава која се тестира против нулте хипотезе је алтернативна хипотеза. Симболи укључују H1 и Ha.
Тест статистичке значајности: „Врло грубо, процедура за одлучивање изгледа овако: Узмите случајни узорак из популације. Ако су подаци узорка у складу са нултом хипотезом, онда немојте одбацивати нулту хипотезу; ако су подаци узорка у супротности са нултом хипотезом, одбаците нулту хипотезу и закључите да је алтернативна хипотеза тачна.“
С обзиром на резултате тестова два насумична узорка, једног од мушкараца и једног од жена, да ли се једна група разликује од друге? Могућа нулта хипотеза је да је средњи резултат код мушкараца исти као и средњи резултат код жена:
H0: μ1 = μ2
где је
- H0 = нулта хипотеза,

- μ1 = средња вредност популације 1, и
- μ2 = средња вредност популације 2.

Јача нулта хипотеза је да су два узорка извучена из исте популације, тако да су варијансе и облици дистрибуција такође једнаки.

## Примери
- Да ли су дечаци са осам година виши од девојчица? Нулта хипотеза је „исте су просечне висине“.
- Да ли тинејџери више користе апликације за проналажење ресторана него одрасли? Нулта хипотеза је да „они користе ове апликације у истом просеку“.
- Да ли једење јабуке дневно смањује посете лекару? Нулта хипотеза је „јабуке не смањују посете лекару“.
- Да ли су мале државе гушће насељене од великих држава? Нулта хипотеза је да „мале државе имају исту густину насељености као и велике државе“.
- Да ли су велике државе гушће насељене од малих држава? Нулта хипотеза је да „велике државе имају исту густину насељености као и мале државе“.
- Да ли величина државе утиче на густину насељености? Нулта хипотеза је „све државе имају исту густину насељености“.
- Да ли велики пси више воле велике комадиће хране? Нулта хипотеза је да „велики пси не преферирају велику величину гранула“.
- Да ли мачке више воле рибу или млеко? Нулта хипотеза је „мачке немају склоности; оне их исто воле“.